# Método algebraico
Se denomina método algebraico a un método matemático de sustitución. En tales casos de uso del método el valor de una variable es expresado con los términos de otra variable y así luego sustituido en una ecuación. A diferencia de otros métodos algebraicos como el método de eliminación,  la ecuación es resuelta en los términos de una variable desconocida tras que en la otra variable ha sido eliminados de las ecuaciones  por adición o sustracción.

## Método de balanceo algebraico
El método de balanceo algebraico se basa en el planteamiento de un sistema de ecuaciones  en la cual los coeficientes estequiométricos participan como incógnitas, procediendo, luego, a despejar estas incógnitas. Es posible sin embargo que muchas veces queden planteados sistemas de ecuaciones con más incógnitas que las mismas, en esos casos la solución se halla igualando a uno de cualquiera de los coeficientes a 1 y luego despejando el resto en relación con él. Finalmente se multiplican todos los coeficientes por un número de tal modo de encontrar la menor relación posible entre coeficientes enteros.
En el ejemplo:
{\displaystyle \mathrm {a\cdot CH_{4}+b\cdot O_{2}\;\to \;c\cdot CO_{2}+d\cdot H_{2}O} }
para el elemento hidrógeno (H) hay 4·a átomos en los reactivos y 2·d átomos en los productos. De esta manera se puede plantear una condición de igualdad para el hidrógeno:
Hidrógeno: 4·a = 2·d
Y procediendo de la misma forma para el resto de los elementos participantes se obtiene un sistema de ecuaciones:
Hidrógeno: 4·a = 2·d
Oxígeno: 2·b = 2·c + d
Carbono: a = c
Con lo que tenemos un sistema lineal de tres ecuaciones con cuatro incógnitas homogéneo:
Al ser un sistema homogéneo tenemos la solución trivial:
Pero debemos buscar una solución que no sea trivial, ya que esta implicaría que no hay «ningún» átomo, y no describe el planteo químico, proseguimos a simplificar:
Si a la tercera ecuación la cambiamos de signo, la multiplicamos por dos y le sumamos la primera, tendremos:
Pasando d al segundo miembro, tenemos:
Con lo que tenemos el sistema resuelto en función de d:
Se trata en encontrar el menor valor de d que garantice que todos los coeficientes sean números enteros, en este caso haciendo d= 2, tendremos:
Sustituyendo los coeficientes estequimétricos en la ecuación de la reacción, se obtiene la ecuación ajustada de la reacción:

{\displaystyle \mathrm {CH_{4}+2\,O_{2}\to CO_{2}+2\,H_{2}O} }

Esta dice que 1 molécula de metano reacciona con 2 moléculas de oxígeno para dar 1 molécula de dióxido de carbono y 2 moléculas de agua.
Al fijar arbitrariamente un coeficiente e ir deduciendo los demás pueden obtenerse valores racionales no enteros. En este caso, se multiplican todos los coeficientes por el mínimo común múltiplo de los denominadores. En reacciones más complejas, como es el caso de las reacciones redox, se emplea el método del ion-electrón.